# Dangerous Animals
«Dangerous Animals» es la tercera canción del álbum Humbug, del grupo británico Arctic Monkeys.